# ジョヴダト・ハジエフ
ジョヴダト・ハジエフ（アゼルバイジャン語: Ähmäd Cövdət İsmayıl oğlu Hacıyev；ロシア語: Ахмед Джовдет Исмаил оглы Гаджиев, ラテン文字:Ahmed Djevdyet Ismail Oglu Gadzhiev、1917年6月18日 - 2002年1月18日）はアゼルバイジャンの作曲家。

## 経歴
アゼルバイジャン北西部、カフカース山脈のふもとのシャキに生まれる。幼時より民謡やムガームなどの伝統音楽に親しみ、深い影響を受ける。1924年にバクーに移り、1935年からバクー音楽院でウゼイル・ハジベヨフについて学ぶ。翌年アゼルバイジャン人による最初の交響曲である「交響曲第1番」を作曲し、この作品が評価され、1938年、モスクワ音楽院への入学を許された。
モスクワ音楽院ではアナトーリー・アレクサンドロフとニコライ・ミャスコフスキーについて学んだが、1941年の独ソ戦の勃発により学業の中断を余儀なくされバクーに戻り、バクー管弦楽団の音楽監督となった。しかし戦後、仲間のカラ・カラーエフとともにモスクワに戻ってドミートリイ・ショスタコーヴィチに師事した。1947年、卒業作品として「交響曲第3番」を作曲した。
生涯に5つの交響曲と3つの交響詩と2つの弦楽四重奏曲を作曲。1944年に愛国的なオペラ「祖国」をカラーエフと共作してスターリン賞を受賞し、1952年には交響詩「平和のために」で二度目のスターリン賞を受賞した。
1947年から1948年までバクー管弦楽団の音楽監督を再び務め、1957年から1969年までバクー音楽院の学長として、多くの学生を育てた。
1990年にソ連軍によって百数十人のバクー市民が殺害された「黒い一月事件」に衝撃を受け、翌年に「1月20日」を作曲している。1997年にはヘイダル・アリエフ大統領よりアゼルバイジャン栄誉勲章を受章した。

## 文献
- Alfred Baumgartner: Propyläen Welt der Musik Band 2, 1989, ISBN 3549078323, S. 371